# Star Ocean: The Second Story
Star Ocean: The Second Story (japonsky スターオーシャン セカンドストーリー, Sutá Óšan Sekando Sutórí; česky doslova: Oceán hvězd: Příběh druhý) je japonská akční sci-fi RPG hra od vývojářské společnosti tri-Ace, jejímž vydavatelem byla společnost Enix. Jedná se o druhý díl série Star Ocean, ačkoliv dle dějové chronologie je až třetí za Star Ocean: The Last Hope a za Star Ocean. Původní verze hry byla vyvinuta pro konzoli PlayStation] a vydána pro japonský trh dne 30. července 1998. Distribucí hry pro severoamerický a evropský trh se letech 1999 a 2000 zabývala společnost Sony Interactive Entertainment.
V roce 2008 společnost Tose připravila předělávku hry pro konzoli PlayStation Portable pod jménem Star Ocean: Second Evolution (japonsky スターオーシャン2 セカンド エヴォリューション, Sutá Óšan 2 Sekando Evorjúšon; česky doslova: Oceán hvězd: Druhá evoluce), jež vyšla pro japonský trh v dubnu 2008, pro severoamerický trh i ostatní regiony pak na začátku následujícího roku. Second Evolution obsahuje pár nových herních prvků, novou hratelnou postavu, kvalitnější hudbu a ručně malovaná animovaná videa.
Second Evolution byl později vydán ještě jednou pro konzole PlayStation 4 a PlayStation Vita v Japonsku v říjnu 2015 a poté ještě pro PlayStation 3 v prosinci téhož roku. Download Version nabízí vylepšenou grafiku i hudbu, novou úvodní píseň a další obsah, jenž hráči pomůže ve hře. Square Enix však neplánuje vydání této edice mimo japonský trh.
Děj se odehrává dvacet let po skončení prvního dílu ve stejném vesmíru science fantasy, zvaným Oceán hvězd. Mladý kadet Cloude C. Kenny, jenž je ve stínu svého slavného otce (protagonisty prvního dílu), uvízne na podvyvinutém světě Expel a zažije s novými přáteli dobrodružství, které pomůže zastavit spiknutí organizace, jež působí na mnoha různých světech, a také mu pomůže najít cestu zpět domů. Na hru navazuje spin-off Star Ocean: Blue Sphere, jehož děj se odehrává dva roky poté.

## Popis hry
Star Ocean: The Second Story, respektive Second Evolution je RPG hra s pohledem z ptačí perspektivy. Skupina hrdinů prozkoumává herní svět, navštěvuje města, jeskyně a jiná místa, v nichž bojuje s nepřáteli či se baví s vedlejšími postavami. Na začátku hry si hráč musí vybrat hlavního hrdinou: Claude C. Keeny nebo Rena Lanfordová. Dalšími volbami během hry pak hráč ovlivní průběh i zakončení děje.
Herní postavy mají hladinu života (HP), hladinu mentální síly (MP), jež je čerpána při využití speciálních dovedností nebo symbologie. Při využívání symbologie dochází k časové prodlevě kvůli přípravě kouzla, kterou lze zkrátit výcvikem. Každá postava získává z bitev s nepřáteli zkušenostní body a jejich prostřednictvím nové úrovně, díky nimž dojde k růstu jejich statistik a také k možnosti vývoje postav, jenž zůstal v principu stejný jako u prvního dílu Star Ocean.

### Soubojový systém
Při cestování po světě, průzkumu podzemí či jiných nebezpečných lokalit se na náhodných místech spustí bitvy s nepřáteli či s příšerami. Hra se přesune do ohraničeného, trojrozměrně vykresleného bitevního prostoru. Stejně jako v prvním díle, i zde boj probíhá v reálném čase. Bitvy se účastní nejvýše čtyři postavy z hráčovy party, přičemž hráč ovládá jedinou z nich a o ostatní se stará umělá inteligence, které lze v menu nastavit pokyny, jakým způsobem má bojovat (zda agresivně, zda šetřit či nešetřit s MP, nebo spíše defenzivně, či jen léčit, nebo nic nedělat). Umělá inteligence zpravidla napadne nepřítele nejblíže k dotyčné postavě. Lze také vykonávat speciální bojová komba, kdy se zřetězí několik speciálních útoků a dojde k jejich posílení.
Hráč má v menu možnost nastavit jednotlivým postavám dvě schopnosti na tlačítka, aby je mohl v bitvě rychle použít. Všechny postavy však mají k dispozici běžný útok, při němž využívají zbraň ze svého inventáře. Některé postavy mají možnost sesílat silná kouzla, které jsou v celé sérii označeny jako symbologie, avšak jejich seslání je náročné na MP a kvůli pozastavení bitvy během animace symbologického kouzla hráče zdržuje.

### Vývoj postav
Postavám v partě lze nastavit dovednosti a zaměření pomocí dovednostních bodů (SP), jež získá s novými úrovněmi nebo ze speciálních míst. Pomocí SP lze postavu naučit schopnosti usnadňující bitvu jako úhyby či nahodilé kritické údery, i lze naučit speciální dovednosti typu vaření, které slouží k výrobě potravin, jimiž může hráč po bitvě léčit zraněné postavy nebo léčit jejich negativní statusy (např. paralýzu, otravu či zkamenění).
Dalšími dovednostmi jsou například tvorba předmětů, replikace či umělecká tvorba. Ty umožní hráči získat předměty, které jsou mnohem silnější než standardní kusy, jež lze nakoupit ve městech u obchodníků. Lze však vlastnit nejvýše dvacet kusů od každého druhu předmětu. Mezi další dovednosti patří například pasivní schopnosti jako herbologie, jež zvyšuje účinek léčivých předmětů. Každá dovednost má celkem deset úrovní a potřebné SP na ty nejvyšší z nich prudce stoupá.

### Privátní akce
Second Evolution nabízí stejně jako první díl systém privátních akcí, jenž slouží k tvorbě a udržování vztahů mezi jednotlivými postavami v hráčově partě. Privátní akce nejsou povinnou záležitostí, ale slouží k odhalení více podrobností o jednotlivých postavách. Před každým městem má hráč možnost do něj vstoupit normálně, nebo s využitím tlačítka, po jehož stisknutí se každá postava ve městě vzdálí od hlavního hrdiny, jenž tak prozkoumává město sám. Na nejrůznějších místech v dotyčném městě narazí na své spolubojovníky a spustí se krátké sekvence, někdy i delší scénky a v některých případech se zapojí hráč provedením volby. Hráč prostřednictvím takovýchto privátních akcí získává náklonnost k druhým.
Pokud je mezi nimi láska, je jejich vztah silný. Naopak zanedbávání postavy vede ke snížení hladiny vztahů. Vztahy ovlivní některé události ve hře a na jejich základě hráč zhlédne nebo nezhlédne závěrečnou sekvenci dotyčných postav na konci hry. Ačkoliv ve všech případech děj jako takový končí stejně, jsou vlivem vztahů mezi postavami závěrečné dialogy doplněny, pozměněny, vynechány apod. Celkem je k dispozici kolem 80 různých závěrečných scének.

## Herní postavy
V původní verzi bylo k dispozici dvanáct hratelných postav, ale do party bylo možné přijmout nejvýše osm z nich, z nichž čtyři mohl hráč vybrat do bitvy. V předělávce Second Evolution přibyla ještě jedna další postava: Welč.
- Claude C. Kenny (クロード・C・ケニー - Kuródo C. Kení)

Dabing: Jimmy Freeman a Júdži Ueda (PS - anglicky a japonsky); Spike Spencer a Daisuke Namikawa (PSP - anglicky a japonsky)
Tento 19letý kadet ve federální flotile je synem admirála Ronyxe J. Kennyho, protagonisty prvního dílu série, a žije proto ve stínu svého slavného otce, který se mu snaží vyšlapat v armádě cestu, a tak ho vzal s sebou na Calnus, ačkoliv sám Claude o toto místo vůbec nestál. Kvůli neuposlechnut otcova příkazu se ocitl na světě Expel, kde zažije dobrodružství, o jakém se mu nesnilo. Tato postava je členem party vždy, pokud si ho hráč na začátku hry vybere jako hlavní postavu. V boji využívá meč a příležitostně palnou zbraň fázer.
- Rena Lanfordová (レナ・ランフォード - Rena Ranfódo)

Dabing: Donna Mae Wongová a Aja Hisakawová (PS - anglicky a japonsky); Eden Riegelová (pod pseudonymem Claudia Lenz) a Nana Mizukiová (PSP - anglicky a japonsky)
Jedná se o 17letou obyvatelku světa Expel, jež je výjimečná svýma dlouhýma, špičatýma ušima, neobvyklou barvou vlasů a léčivou symblogií, kterou na celém světě nikdo jiný neumí. Po setkání s Claudem neoblomně věřila, že se jedná o bájného Hrdinu Světla. Během dobrodružství s Claudem se doví o své minulosti a o tom, že pochází ze světa Energy Nede a přesunula se v čase miliony let do budoucnosti. Tato postava je členem party vždy, pokud si ji hráč na začátku hry vybere jako hlavní postavu. V boji využívá symbologii a v boji nablízko zápěstní zbraň.
- Celine Julesová (セリーヌ・ジュレス - Serínu Džuresu)

Dabing: Kana Koinumová a Juki Kaidová (PS - anglicky a japonsky); Allison Hollingsheadová a Saki Nakadžimová (PSP - anglicky a japonsky)
Tato 23letá expelanka je talentovanou symboložkou, dobrodružkou a také hledačkou pokladů z města Marze, která si libuje v odvážných kostýmech a v penězích, ale má také blízko ke královské rodině v Krosse. Ke Claudovi a Reně se vnutí při hádce o mapu v Krosse, po najití pokladu dle mapy se s ní hráč může rozloučit, nebo ji požádat o setrvání. V boji využívá symbologii.
- Dias Flac (ディアス・フラック - Diasu Furakku)

Dabing: Erik Bergmann a Rjú Horikawa (PS - anglicky a japonsky); Kyle Hebert a Tomokazu Sugita (PSP - anglicky a japonsky)
Tento 25letý šermíř ze světa Expel je Renin kamarád z dětství, on sám ji považoval za druhou mladší sestru. Avšak před dvěma lety byla jeho rodina napadena bandity a on jediný přežil, ačkoliv vážně zraněn. Po tomto incidentu odešel do světa, zahanben, že nedokázal svou rodinu ochránit. Není příliš hovorný, a tak se v původní verzi Star Ocean 2 vůbec neúčastnil privátních akcí. Do party ho lze najmout pouze za předpokladu, že je hlavní postavou Rena. Bojuje mečem.
- Ashton Anchors (アシュトン・アンカース - Ašuton Ankásu)

Dabing: David Babich a Daisuke Sakaguči (PS - anglicky a japonsky); Jeffrey Maxwell a Akira Išida (PSP - anglicky a japonsky)
Tento 20letý smolař a neúspěšný dobrodruh z Expelu se jednoho dne rozhodl v jeskyni v Salvě porazit dvojhlavého draka a dopadlo to tak, že mu obě jeho hlavy přirostly k tělu. V případě, že ho poté přijmou do party, hledá způsob, jak se jich zbavit. Časem si na ně však zvykl tak, že je pojmenoval Gjuru (červená) a Ururun (modrá), a po sehnání všeho potřebného k jejich odstranění se rozhodl ponechat je, aby našel jiný způsob, který by je nezabil. V předělávce Second Evolution byly hlavy přejmenovány na Creepy a Weepy. Pokud ho hráč přijme do party, nebude možné přijmout Operu Vectrovou a Ernesta Raviedeho. V boji využívá symbologii a dvojici krátkých mečů.
- Precis F. Neumannová (プリシス・F・ノイマン - Purišisu F. Noiman)

Dabing: Kana Koinumová a Júko Sumitomová (PS - anglicky a japonsky); Jhoanna Triasová a Rie Kugimijová (PSP - anglicky a japonsky)
Tato 16letá vynálezkyně z města Linga na Expelu je talentovaná ve strojírenství a patří spolu se svou rodinou k průkopníkům takovéto činnosti, proto ji její okolí považuje za divnou, a proto její dům vypadá v porovnání s ostatními na Expelu velmi technologicky vyspěle. Má velmi živou, veselou a dětinskou povahu a je velmi upovídaná. Clauda skoro až pronásleduje svými návrhy na vztah. Lze ji přijmout do party hned po první návštěvě Lingy, když poté hráč zahájí privátní akci. Pokud ji hráč přijme do party, nebude možné najmout Bowmana. V boji využívá robotickou pěst a robota Robbieho své vlastní konstrukce.
- Opera Vectrová (オペラ・ベクトラ - Opera Bekutora)

Dabing: Marie Shellová a Juko Nagašimová (PS - anglicky a japonsky); Ashley Lambertová a Acuko Tanaková (PSP - anglicky a japonsky)
Tato 23letá tetragenotka je mimozemšťanka a mimoexpelanka ze světa Tetragenesis, jež zde uvízla spolu s Ernestem stejně jako Claude. Má tři oči (třetí má na čele) a vystupuje jako šlechtična, pochází z urozeného rodu Vectrů. Je téměř imunní vůči alkoholu. Parta ji nalezne v Krosském horském paláci, kde se k ní může přidat. Prvně se s ní ale setkají už v přístavu Hilton, pokud Cloude dříve uviděl Ernesta v Krosse. Pokud ji hráč přijme do party, nebude možné přijmout Ashtona. V bitvě se specializuje na palné zbraně a dalekonosné útoky.
- Bowman Jeane (ボーマン・ジーン - Bóman Džín)

Dabing: Michael G. Davis a Rjú Horikawa (PS - anglicky a japonsky); Doug Erholtz a Keidži Fudžiwara (PSP - anglicky a japonsky)
Tento 27letý lékárník a vědec žije ve městě Linga na Expelu, kde vede lékárnu. Obyvateli města je považován za podivína, ale má kontakty na profesory. Jakmile Claudovi zařídí setkání s jedním z nich, hodlá se přidat do party, protože se zajímá o Čarodějnou kouli, navíc jeho znalosti budou velice potřebné. Je sice ženatý s Ninay, ale před několika lety žádal o ruku Celine, avšak rozešli se. Manželství je také důvod, proč ho během privátních akcí nelze spárovat z žádnou ženou v partě. Pokud ho hráč přijme do party, nebude možné najmout Precis. V boji využívá nablízko zápěstní zbraň.
- Leon D.S. Gehste (レオン・D・S・ゲーステ - Reon D.D. Gésute)

Dabing: Grant Wachspress a Juki Kaida (PS - anglicky a japonsky); Zack Goldman a Jumiko Kobajaši (PSP - anglicky a japonsky)
Tento 12letý kočičan z Expelu je génius, který vede přísně tajný projekt symbologické zbraně, Lacuerská naděje. Už v takto dětském věku získal titul profesora, avšak kvůli nevyzrálosti se nechová příliš zdvořile a je namyšlený. K partě se dočasně přidá při hledání materiálu k dokončení zbraně, jež má ochránit Lacuer před monstry, avšak pouze Claude ho může přijmout natrvalo. V boji využívá knihu symbologie a je velice zdatný v likvidaci letců.
- Ernest Raviede (エルネスト・レヴィード - Erunesuto Revído)

Dabing: Phillip Mayall a Hiroki Tóči (PS - anglicky a japonsky); Terrence Stone a Hiroši Janaka (PSP - anglicky a japonsky)
Tento 35letý tetragenot je mimozemšťan ze světa Tetragenesis, který uvízl na Expelu spolu se svou milenkou Operou. Jedná se o archeologa a dobrodruha, jenž přišel na Expel studovat místní zvyklosti ohledně symbologie. Po opětovném setkání s Operou v Hoffmanových ruinách se buď oba vrátí na Tetragenesis, nebo oba mohou zůstat v partě. Ernest je jedinou postavou, jehož přijetí do party je podmíněno přítomností jiné postavy, tedy Opery, jež však musí předtím v Posvátném lese ukázat partě svou zničenou vesmírnou loď. V boji používá biče na krátkou i delší vzdálenost.
- Noel Chandler (ノエル・チャンドラー - Noeru Čandorá)

Dabing: Jimmy Freeman a Daisuke Sakaguči (PS - anglicky a japonsky); Peter Doyle a Takahiro Mizušima (PSP - anglicky a japonsky)
Tento 24letý zoolog a ošetřovatel ohrožených druhů z Energy Nede je vždy usměvavý mladý nedián, který dovede uvolnit napětí nejen u zvířat, ale i u lidí. Pracuje v psynardí rezervaci a chce se přidat ke Claudově a Renině partě, aby mohl ochránit další ohrožené druhy. V boji využívá léčivou a útočnou symbologii, ale nebojí se pomocí zápěstních zbraní ani ztečí nablízko. Pokud má hráč v partě již osm postav, doprovodí je dočasně jen jako NPC.
- Čisato Madisonová (チサト・マディソン - Čisato Madison)

Dabing: Jessica K. Heidtová a Rumi Kasaharová (PS - anglicky a japonsky); Julie Ann Taylorová a Fujuka Óraová (PSP - anglicky a japonsky)
Tato 22letá novinářka z Energy Nede je přesvědčena o svém poslání odhalovat a zveřejňovat pravdu v Nede Times. Proto také bedlivě zpovzdálí sledovala kroky Claudovy party. Pokud parta najde její ID kartu a vrátí ji v kanceláři Nede Times, může ji hráč přijmout do party s tím, že jejich příběh nejlépe vystihne, když bude přímo u toho jako jedna z nich. V boji využívá bojové umění Džiu-Džicu, kopy a tasery. Patří k nejrychleji útočícím postavám hry.
- Welč Vínyardová (ウェルチ・ビンヤード - Weruči Binjádo)

Dabing: Melissa Fahnová a Tomoe Hanbová (PSP - anglicky a japonsky)
Jedná se o záhadnou cestovatelku a vynálezkyni, zhruba 18letou. Je poněkud naivní, vlezlá a praštěná, zajímají ji muži, zvláště Claude, na kterého spadne v Lacueru doslova z nebes. Lze ji najmout za předpokladu, že má hráč za sebou Turnaj lacuerského cvičiště a parta je minimálně čtyřčlenná. Bojuje za pomocí ukazovátka a specializuje se na běžné a rychlé útoky.

## Příběh
Hra začíná v roce 366 S.D. (angl. Space Date - Vesmírného data), tedy 20 let po uplynutí prvního dílu. Na svět Expel dosedl artefakt Čarodějná koule (angl. Sorcery Globe). Čarodějná koule dopadla nedaleko města Eluria na kontinentu Ell. Po dopadu začala do okolí vysílat zvláštní formu energie, jež přetvářela okolní přírodu i lidi (expeliany) v monstra. O tři měsíce později pak letěla vesmírná loď Calnus pod velením admirála Ronyxe J. Kennyho na průzkumnou misi na svět Milokeenia, aby zjistili, co stojí za podivnými údaji o zdejší energii, která zde byla dříve zjištěna. Dálkovými senzory však nebylo dotyčné místo možné zkoumat.
Na Calnusu cestoval i Ronyxův (a Ilji) syn Claude C. Kenny, jenž se musí vyrovnávat se slávou svého otce. Ronyx svému synovi svěřil zbraň, fázovku, a vydali se na průzkum obřího dómu, kde byla energetická anomálie zjištěna. Ostatní předpokládali, že příčinou je dávná exploze uvnitř. Ronyx rozkázal jít dovnitř rozbít tábor a na nic nesahat. Claude však rozkazu nedbal, dotkl se barevného zařízení, jež otevřelo portál, který ho přemístil na Expel do Posvátného lesa. Jakmile se Claude probral, uvědomil si, že se nachází na světě, jenž je asi chráněn Úmluvou o protekci podvyvinutých planet (UP3).

### Expel
Zahlédl monstrum ohrožující na místní dívku, jež zneškodnil fázovkou. Bylo pozdě litovat, porušil UP3. Dívka, Rena Lanfordová, uvěřila, že Claude je pověstným „Válečníkem Světla“, cizinec vyzbrojený „Mečem Světla“, který zachrání svět. Claude toto odmítal, avšak nechal se Renou odvést do Arlie, nejbližší vesnice. Rena zde musela snášet poznámky, že Claude je její milenec, ale stihla rozhlásit, že je Válečníkem Světla. Její matka, Westa Lanfordová, Claudovi za záchranu dcery uvařila velkou večeři a večer ho navštívil Regis, starosta Arlie.
Claude nadále odmítal být Válečníkem Světla, a tak mu starosta pověděl o utrpení a silných zemětřeseních po celém Expelu, na který před třemi měsíci dopadla Čarodějná koule. Druhý den Renu unesl její kamarád z dětství Allen Tax, kterou Claude vypátral v dolech pod nedalekým městem Salva, kde Allen nechal vybudovat kapli, kde přivázal Renu na oltář, aby ji násilím donutil ke sňatku. Claude rozstřelil zpevněné dveře fázovkou, které však docházela energie, proto ji nadále nepoužíval.
Renu vysvobodil, přičemž se Allen proměnil v monstrum. Po bitvě zničil záhadný kámen, který z netvora zbyl, a Allen se vrátil do normálu. Allen žádal Renu, která ho léčivou symbologií postavila na nohy, o odpuštění. Regis po návratu Claudovi poděkoval a požádal ho o vyšetření vlivu Čarodějné koule, neboť zneškodnil Allenův kámen. Claude souhlasil, avšak opět odmítl být hrdinou. Chce jen najít cestu domů a Čarodějná koule možná je artefakt spojující Expel s vnějším vesmírem. Když tím pomůže zároveň jejich světu, bude se cítit v pořádku. Rena se nabídla jako doprovod a průvodkyně, i když to bude nebezpečná výprava.
Regis si s Claudem pak promluvil o samotě a vysvětlil, že Rena vládne léčivé moci, kterou nikdo jiný na Expelu nezná. Westa je jen její adoptivní matka a jednoho dne ji dvouletou nalezla v Posvátném lese a vychovala jako svou dceru, neboť sama mít děti nemohla. Rena pozdě v noci vylákala Clauda ven a svěřila se, že pravdu o Westě již zná, slyšela ji o tom mluvit s Regisem po smrti adoptivního otce. Rena toužila znát svůj původ a snad ji k tomu dovede její náhrdelník, proto doprovodí Clauda na Ell, kam Čarodějná koule dopadla. Další den vyrazili na sever do hlavního města Krosse a museli to stihnout do setmění, aby se vyhnuli nočním bestiím. V Salvě si Claude s Renou pověděli o svých otcích, přičemž Claude vzpomínal na misi na Milokeenii, kdy vyslechl, že mu otec vyšlapuje cestu.
Noc přečkali v hotelu Reny tety, jež také Clauda považovala za Reny přítele. Před spaním Rena pověděla Claudovi o kamarádovi Diasu Flacovi, jenž před dvěma lety opustil Arlii. Na audienci u krále Krosse se dověděli o válce království Ell s monstry, ale o Čarodějné kouli nic neví. Protože se žádná z výprav na Ell nevrátila, rozhodl král využít služeb dobrodruhů. Vybavil oba potřebnými doklady a financemi a poslal je na sever do přístavu Kurik. V průběhu audience si nevšimli, že je někdo špehuje. Při prohlídce hradu zaslechli, že je princ Clauzer nezvěstný a dorazila lacuerská princezna Rozarie.
Před hradem se žena a muž hádali o vydraženou mapu a Claude mezi oba symbology vpadl a spolu s touto ženou ho zahnali na útěk. Mapa zůstala v rukou Celine Julesové, symboložce a lovkyni pokladů. Přiznala špehování na hradě kvůli cestovním dokladům, a tak jim nabídla informace, jež získají díky té mapě. Celine oba přesvědčila, aby s ní šli hledat poklad do krosských jeskyň, kde najdou vodítka ke své misi. Při privátní akci Claude v uličce k hradu narazí na prchajícího tříokého muže.
V jeskyni nalezli starý spis v neznámém jazyce a Celine navrhla poradit se se stařešinou její rodné vsi Marze. Celine byla překvapená cílem jejich mise, a tak jí Claude nabídl, aby se přidala k výpravě. Stařešinu v Marze nezastihli, a tak se vypravili do Kuriku, kde museli čekat na naložení nákladu na loď. Tam je okradl chlapec Ketil, který si krátil dlouhou chvíli, neboť mu jeho bohatá matka zakazovala kamarádit se s ostatními dětmi. Claude na něj byl sice naštvaný, ale situaci vyřešil tak, že Ketila nechal dělat průvodce po městě.
Claude však ucítil otřesy země, ale Ketil ani ostatní to nevnímali. V přístavu se pak Ketil skamarádil se dvěma dětmi a kapitán lodi oznámil, že je vše připraveno k cestě. Avšak nikdo nenastoupil. V jedné privátní akci totiž jedna žena varovala před katastrofou a město skutečně zasáhl další otřes, pak ještě jeden, až přerostl v silné zemětřesení, jež poškodilo většinu budov města. Obyvatelé uprchli na kopec a loď do Ellu se potopila i s většinou posádky. Kapitán lodi doporučil odcestovat na východní kontinent Lacuer za tamním králem. Po tomto rozhovoru přeživší spatřili vlnu cunami, jež zcela zničila zbytek města.
Parta se vrátila do Marze, kde vůdce banditů unesl zdejší děti. V domě stařešiny se konala porada a symbolog, trénující v Lese symbolů, byl prý přepaden vůdcem banditů, který žádal výkupné půl milionu folů a Tajnou knihu, jež je učebnicí unikátních forem symbologie, kterou si vesničané předávali po generace. Symbolog připomněl, že jejich zneškodnění sice bude snadné, avšak mohli by ohrozit životy dětí, které drží dle starostových zvědů v jeskyni. Pro záchrannou operaci si tedy najali mistra šermíře.
Rena poznala Diase Flaca. Ten tuto misi bral jako trénink na Turnaj lacuerského cvičiště. Symbolog protestoval, avšak Rena Diase hájila jako čestného muže a nejlepšího šermíře na světě. Starosta Egras, Celinin otec, dal symbologovi za pravdu, a tak Celine navrhla, že půjde jen ona s Claudem a s Renou. Dias hodlal odejít a s Celine se navzájem urážel. Rena se za ním vydala na hotel a Claude se s Celine dohadoval o Diasovi, než se Rena vrátila a požádala je, aby ho přijali do party. Claude ani Celine jí nevyhověli, a tak se Rena zatvrdila, že tam půjde s Diasem.
Ráno vyrazili do Lesa symbolů a Rena s Diasem šli napřed. Střetli se s několika bandity, kteří bojovali tvrději, než předpokládali. Hluboko v lese je dostihl symbolog, který měl zabezpečit vesnici, avšak ukázalo se, že to je podvodník Vermillion, vůdce banditů zamaskovaný za jednoho ze starostových přátel. Tvrdil, že starostu zabil a ukradl Tajnou knihu. Vermillion se proměnil v monstrum a zaútočil. Byl poražen a vypadl z něj kámen podobně jako z Allena. Unesené děti mezitím vysvobodila Rena s Diasem, kteří dorazili vzápětí. Na Diase udělal Claude porážkou vůdce banditů dojem, a tak se těší, až spolu zkříží meče. Dias se pak omluvil Celine.
Rena symbologií vyléčila zranění starosty Egrase. Claude uznal Diasovy kvality, avšak ten opustil Marze bez rozloučení. Přespali u Celine doma a Egras jim sdělil, že Čarodějná koule tvoří nějakou formu energetické entity, která vyzařuje tak, že mění zvířata v okolí v monstra. Partu vyzval, aby v Lacueru získali více informací. Egras pověděl o samotě Claudovi, že začíná chápat, proč ho lidé považují za hrdinu. Instinkt symbologa ho dovedl k přesvědčení, že Claude je něčím mnohem lepším, než si on sám připouští.
V přístavu Harley uslyšeli zvěsti o dvojhlavém drakovi v Salvě. Je tedy možné vrátit se a bojovat s drakem. V Salvě se dověděli, že do dolů již vnikl mládenec a Rena se domnívala, že jde o Diase, avšak byl to někdo jiný. Zahnal dvojhlavého draka do úzké chodby, kde mu nemohli pomoci. Rena tedy aspoň povzbuzovala, avšak tím ho rušila. Otočil se k drakovi zády, všechny oslepilo světlo a drak zmizel. Bojovník chvíli marně draka hledal, zatímco ostatní nevěřícně zírali. Obě dračí hlavy mu vyrůstaly ze zad. Jakmile si jich všiml, zhrozil se a Clauda s Renou obvinil, že za to mohou oni a musí přijmout zodpovědnost. Hráč tedy může a nemusí přijmout tohoto Ashtona Anchorse do party, aby mu pomohli najít způsob, jak se dračích hlav zbavit.
Z Harleye se přeplavili do přístavu Hilton a šli do Lacueru, kam směřovali dobrodruzi na Turnaj lacuerského cvičiště. Žádost o audienci u krále byla zamítnuta, neboť po dobu konání turnaje nebude král přístupný veřejnosti, musí počkat několik dní. Jedinou výjimkou je výhra v turnaji, kde král vítězi pogratuluje osobně. Claude se tedy přihlásil do turnaje, aby si kromě audience také otestoval své schopnosti. Ve městě si sehnal sponzora, který mu dodá schválenou výzbroj. Na hradě si prohlédli ústav pro vývoj symbologických zbraní, a zjistili, že turnaj tentokrát slouží jako zbraňový test kvůli válce s monstry v Ellu.
V hotelu vyčkali do zahájení turnaje, ale parta má možnost do té doby dělat jiné věci. Například jít na jih do univerzitního města Linga, kde dají přeložit spis z Krosských jeskyň. V Linze spatřili dívku s podivnými plechovými zařízeními na ramenou a se slunečními brýlemi, pronásledující malého robota. Claude byl výskytem strojů na Expelu překvapen, a tak s ní promluvil. Další obyvatelé pověděli, že ve městě žijí i podivíni a tato holka i její otec patří mezi ně. Při privátní akci bezprostředně poté najdou tuto dívku s Robbiem před Bowmanovou lékárnou. Clauda zajímal její robot, avšak ta ho vylekala domněnkou, že s ní chce chodit. Tato Precis F. Neumannová ho pozvala domů, aby mu ukázala své vynálezy.
Precis zajímalo, zda je Rena jeho holka. Tu mezitím pozval domů její otec Graft, jenž s nimi vedl zvláštní rozmluvu. Venku jim Precis vysvětlila otcovo chování a jeho lži o inspiracích. Jeho vynálezy ve skutečnosti popadaly z oblohy na zem. Rena je přirovnala k Čarodějné kouli, avšak Precis otočila diskuzi, že Rena na Clauda žárlí. Renu napadlo zmínit jejich misi, protože nemají čas zabývat se nesmysly. Precis tím nadchla a požádala je, zda smí jít s nimi. Přesvědčovala je, že znalosti nabyté cestou využije ke konstrukci lepších strojů. Navíc jsou jediní, kdo se s ní baví jako s normální holkou. Pokud ji hráč přijme, půjde si rychle sbalit nářadí a Robbieho.
V Linze našli dům profesora Keitha Krasnera, slavného překladatele, avšak jeho asistent slíbil schůzku s ním až za měsíc. Clauda napadlo obrátit se jeho známé, kterým byl Bowman Jean, avšak ten byl nedůvěřivý, a tak mu ukázali spis z Krosských jeskyní. Bowman odmítal věřit, že tam byli, ale uvěří jim, když přinesou "neznámou" bylinu z nedalekého Lingského posvátného místa, které je zrovna tak nebezpečné. Po splnění úkolu Bowman partu protlačil dovnitř hulákáním před domem, aby Keith vylezl. Setřel jeho asistenta a šli nahoru do pracovny, kde Keith překládal prastaré texty na příkaz lacuerské vlády kvůli nedávným událostem. Pustil se však ihned do onoho spisu, neboť ten na první pohled obsahoval potřebné informace. Noc strávili u Bowmana, který projevil zájem přidat se k výpravě za Čarodějnou koulí a nabídl své expertní znalosti.
Pokud se vrátili do Hiltonu, spatřili v baru tříokou ženu, jež přepila místního námořníka o informace o tříokém člověku, Ernestovi, avšak ten nic nevěděl. Obrátila se tedy na Clauda a Renu, pokud ho viděli v Krosse. Tato Opera Vectrová se ihned vydala za ním a parta se rozhodla ji následovat. Opera se při audienci u krosského krále optala na Ernesta, se kterým se král setkal dříve kvůli povolení ke vstupu do Krosského horského paláce na severu u velkého horského jezera. Opera si vyžádala povolení také, a tak si ho vyžádal i Claude s Renou a zbytkem party.
Operu nalezli v jedné z temných chodeb Horského paláce. Namířila na ně svou obrovskou pušku, ale Clauda poznala. Claude se jí mimo doslech ostatních rovnou zeptal, z jakého světa pochází, načež se zeptala na totéž jeho. Ptal se, co dělá na Expelu, kam dle Úmluvy o protekci podvyvinutých planet nesmí. Ostatní se přiblížili a zajímalo je, o čem mluví, takže Opera mlžila, že jí prý Claude dělal návrhy, ale ona už má v srdci jiného. Hledá Ernesta, archeologa, který je nezvěstný. Dle Opery tu skutečně byl a ukázala čerstvě rozstřelenou stěnu. Dál se bála jít sama, a tak ostatní požádala o doprovod, zdejší poklady si mohou nechat pro sebe.
V hlubinách paláce našli dva netvory zabité plasmovou zbraní AP-3, avšak netvoři ožili. Po bitvě dorazili do podzemní laboratoře s knihovnou, dle Opery jde o soukromé útočiště krosského krále. Po Ernestovi zde nebylo ani stopy, a tak Opera přijala nabídku přidat se k partě, spolu s nimi ho snad najde. S rozrostlou partou lze plnit daleko pestřejší privátní akce v místech, která již byla navštívena. Rena se v Arlii například pohádá s Precis o Clauda, Celine předá Claudovi artefakt se symbologickou mocí, Opera všem ukáže svou havarovanou vesmírnou loď v nedalekém lese, které došlo při přistání palivo. Precis si ji prohlédla s nadšením a našla v troskách lepší náboje pro Opery pušku.
V Krosse je možné v privátních akcích zjistit, že Celine je zamilovaná do nezvěstného prince Clauzera. Tyto privátní akce jsou však dostupné pouze, je-li hlavním hrdinou Rena. Celine s Clauzerem si nakonec slíbí, že se vezmou, jakmile toto dobrodružství skončí.
Po těchto výpravách, které lze uskutečnit i po turnaji, se v Lacueru Rena obávala, zda Dias opravdu dorazí, a tak ho šla hledat a našla. V den konání turnaje se Dias objevil v registrační kanceláři, kde si Claude vyzvedl turnajovou výzbroj, avšak Diasův sponzor dosud výzbroj nedodal. Dali mu tedy čas. Rena šla ke Claudově nelibosti s ním, neboť Diasovi vybrala sponzora. Claude soutěžil v zahajovacím zápase proti Amonovi Rau a při čekání na druhé kolo mluvil s Celine a ostatními z party. Po sedmém zápase prvního kola se Rena vrátila. Podařilo se včas dodat náhradní výzbroj pro Diase, protože původní někdo ukradl. Ve druhém kole Claude nastoupil proti Dorru Adanovi, v semifinále proti Wosu Duravanovi. Ve finále bojoval proti Diasovi. Před zápasem si vyměnili pár poznámek ohledně Reny avšak Dias byl pro Clauda v boji neporazitelný. Po zápase mu Dias poděkoval, že už dlouho nemusel bojovat se 100% nasazením.
Claude si vyzvedl ocenění za druhé místo a došli za Gamgeem, u kterého Dias zanechal dárek pro Clauda, svůj starší meč, že prý se těší, až plně dospěje. Po turnaji při privátní akci v Lacueru na Clauda spadla Welč Vínyardová, jež očekávala, že ji chytne, přitom se červenala. Vnutí se do party a prozradila, že je vynálezkyně a v boji si poradí. Jak jen tohle Claude vysvětlí ostatním, zvláště Reně? Ta byla při pohledu na ni naštvaná hned.
Při dalším návratu do Lacueru je zastavil voják, zda jsou uprchlíci. Dověděli se, že království Ell pod náporem monster padlo a další na řadě bude Lacuer. Monstra útočí přes moře k frontové vojenské základně a král nařídil evakuaci obyvatel ze severu. Parta musela poslechnout vojáky a jít do hradu. Úředníci poznali Clauda jako druhého nejlepšího bojovníka z turnaje. Prohlédli si hrad a navštívili ústav pro vývoj symbologických zbraní. Opera dříve v privátní akci poznamenala, že je moderně vybaven jako vědecká centra první poloviny 20. století na Zemi, na Expel velmi vyspěle. Byl tam král s ředitelem projektu Lacuerské naděje. Leon D.S. Gehste sdělil, že zbraň nebude funkční, dokud neseženou materiál z Hoffmanových ruin. Pak ji dodělá během dvou dnů. Má prý být tak silná, že výstřel vymaže ostrov z mapy světa.
Král též Clauda poznal. Claude vysvětlil, že ho krosský král pověřil vyšetřováním Čarodějné koule, avšak Leon požadoval uvržení Clauda do žaláře, neboť zná přísně tajný stroj. Claude krále žádal, aby mu umožnil cestu do Ellu a nabídl, že Leonovi pomůže získat materiál. Král dal připravit z Hiltonu loď a Leona přidal k partě. V ruinách, obývaných nebezpečnými monstry, schopnými lidi paralyzovat nebo zkamenět, nalezli ve spodních patrech potřebný Kámen energie, avšak ne bez boje, před kterým se Leon strachy schoval, neboť takovou zrůdu neviděl ani v knihách. Zajímavé bylo, že se Renin náhrdelník v přítomnosti Kamenu energie rozzářil.
Po opuštění Hoffmanových ruin Opera zahlédla Ernesta, který žádal vydání Kamenu energie. Ernesta totiž posedl zlý duch, jenž zajal Operu a přesvědčoval ji, že k ní Ernest nikdy nic necítil, a vyhrožoval ostatním. Bojovali s ním, až ducha zapudili. Jelikož Opera našla svého Ernesta, hodlala s ním Expel opustit v jeho lodi, avšak hráč je může přemluvit, aby zůstali. Při cestě zpět se Leon chlubil, že by misi splnil i sám. U krále podal Leon, nazývaný všude v království dr. Gehste, hlášení a své podřízené, vlastní rodiče, vedl k dokončení zbraně.
Ostatní členy party dal král prověřit a zjistil, že tvrdili pravdu, a tak se rozhodl využít jejich služeb na frontové vojenské základně, Odkud vyplují na Ell, ale vzhledem k útoku monster je momentálně nemožné výpravu uspořádat. Musí tam proto bojovat s monstry, dokud Leon nedokončí Lacuerskou naději. Boj s monstry se dosud nevyvíjel dobře. Dorazil tam i Dias, který tamního generála při pohledu na Clauda a jeho partu rozčílil, že Lacuer pro válku verbuje poprvé ve svých dějinách cizince. Skutečnost byla, že se generál bál o výsledek nadcházející bitvy, protože přišel o mnoho vojáků.
Claude z Diasovy přítomnosti moc nadšen nebyl, ale omluvil se Reně za své chování. Ona prozradila, že z něj také není zvlášť nadšená, protože Arlii opustil před dvěma lety bez rozloučení. Zatím pokaždé, když ho viděla, cítila úlevu. Clauda zajímal důvod jeho odchodu, avšak přerušil je Dias a pověděl, že na sebe poslední dobou neustále narážejí, protože vyhledávají boj. Zná jejich cíl, ale ví, že vedlejším efektem jejich mise je neustálý boj s monstry, pak odešel. Rena si s Diasem chtěla promluvit o samotě, protože takhle dosud nikdy nemluvil. Domnívala se, že Dias zjistil, že Claude nepochází z Expelu.
Venku si promluvil Dias o samotě s Claudem, kterého žádal, aby se mu postaral o Renu, kterou považuje za mladší sestru (jeho skutečná sestra Cecílie byla její nejlepší kamarádka), že věří v jeho sílu ochránit ostatní. Sám Dias dle svých slov druhé ochránit neumí. Pak odešel ze základny. Rena konečně vysvětlila, že z Arlie odešel, protože celou jeho rodinu vyvraždili bandité a on jediný zázrakem přežil. Nikdy si neodpustil, že své rodiče a sestru neochránil.
Následující den je napadl démon Cynne, jenž byl zdánlivě neporazitelný, avšak partě se povedlo ho zahnat. Po několik dní parta, Dias a vojáci za cenu mnoha obětí bránili základnu před výpady monster, až přišla zpráva, že Leon dokončil instalaci Kamenu energie na Lacuerskou naději. Superzbraň dali okamžitě dopravit na základnu a Leon se ještě téhož večera osobně dostavil na bojiště, aby dozoroval její použití proti armádě monster, jež zahájila rozhodující úder. Jediný výstřel z Lacuerské naděje způsobil explozi srovnatelnou s jaderným výbuchem. Základna, potažmo celý Lacuer toho dne byl zachráněn.
Po bitvě si Claude promluvil s rodiči Leona, kteří přinesli nové rozkazy od krále stáhnout partu, Diase a oba generály do Lacueru k válečné poradě na provedení invaze na Ell, jenž je zcela zamořen monstry. Průzkumná jednotka, které Lacuerská naděje vyčistí část pobřeží, vyhledá a shromáždí přeživší obyvatele Ellu k evakuaci, poté dopraví Lacuerskou naději na pobřeží a zahájí s ní bombardování Elurie, hlavního města Ellu, kde dle předpokladů sídlí velitelství armády monster. Pokud má hráč za hlavní postavu Renu, je možné přijmout do party Diase. V opačném případě jen s Claudem projedná strategii útoku a domnívá se, že dosud bojovali s bezvýznamnými nohsledy, avšak v Ellu budou monstra skutečně velmi nebezpečná. Navrhne tedy najít jejich vůdce, jehož smrt znemožní monstrům znovu utvořit armádu.
Parta, Leon, jeho rodiče spolu s Lacuerskou nadějí a s velením lacuerské armády se na válečné lodi přiblížili k pobřeží Ellu. Nakonec na ně zaútočili tři létající démoni, mezi nimi byl i Cynne. Lacuerská naděje je měla zlikvidovat, avšak démoni dokázali paprsek zcela zneutralizovat. Dle Clauda použili technologii podobnou energetickým štítům zemských vesmírných lodí. Partu čelila třem menším démonům a pak zaútočil sám Cynne, jenž partu lehce porazil a telekinetickým symbolem přehodil přes palubu. Leon i zbytek posádky skočili do moře. Cynne si liboval, že past vyšla dokonale, zmocnili se Lacuerské naděje, odkud získal Kámen energie. Ostatní letky démonů zlikvidovaly zbytek flotily, takže vítězství monster je prý nadosah.
Moře vyvrhlo všechny na pobřeží Ellu. Rena nalezla většinu party a našla útočiště obyvatel Ellu, zatímco Claude na jiném místě našel pouze Leona, jenž se zhroutil, že jeho rodiče konfrontaci s Cynnem asi nepřežili a hádali se. Claude musel Leona profackovat, aby přestal naříkat. Dorazili do útočiště, kde se Rena pevně objala s Claudem, že bez něj by nedokázala pokračovat dále. Promluvili si s vůdcem uprchlíků, jenž doufal, že je přišli evakuovat, avšak nyní nabyl dojmu, že Lacuer padl. Clauda zajímalo, co se po dopadu Čarodějné koule do Elurie stalo a jak pozměnila její okolí. Při dopadu byla zničena polovina města i okolní příroda. Zprvu zbyl jen obří kráter, pak se v něm začala rodit monstra, jež útočila na obyvatele nezničené části Elurie. Hlavní město Ellu během několika hodin padlo. Z Elurijské věže se stala základna monster.
Claude prohlásil, že přišel zlikvidoval zlo přímo u zdroje. Ačkoliv na něj ellští uprchlíci koukali jak na šílence, vůdce souhlasil a rozkázal umožnit mu přístup ke zbraním, jež se povedlo před monstry zachránit. Claude může zanechat Leona zde, aby vyčkal na rodiče, anebo ho trvale přijmout do party. Z Elurie zbyla pouze Elurijská věž a Renin náhrdelník začal zvláštně reagovat světlem. Mezitím kolem Expelu proletěl Calnus pod velením Ronyxe J. Kennyho, jenž byl sklíčený ze ztráty syna na Milokeenii. Přístroje však zachytily nouzový signál z komunikátoru Clauda, a tak ho Ronyx rozkázal najít.
Claude s Renou použili přístupovou kartu od vůdce uprchlíků a uvnitř věže bojovali s mračny monster. Jakmile se partě povedlo získat rozluštěním rébusu skleněných soch přístupovou kartu do vyšších pater věže, Claudův komunikátor se zapnul a parta uslyšela šum a slabý hlas, jenž promlouval k podporučíkovi Claudu Kennymu. Rena chtěla vysvětlení, avšak Claude se vymluvil, že si něco v jiné místnosti potřebuje prověřit. Rena ho z party jediná následovala a slyšela znovu hlas, jenž varoval Clauda, že k teleportaci na Calnus dojde za deset sekund. Claude ji varoval, aby se k němu nepřibližovala, a utíkal od ní. Claude zmizel v bílém záblesku. Reně však stihl slíbit, že se vrátí.
Ronyx byl šťastný, že je jeho syn v pořádku. Claude mu však vynadal za teleportaci bez předešlého varování, protože blízko něj byli místní. Claude dodal, že má na Expelu (pro Ronyxe i asistenta Kurtzmana neznámý název) nedodělanou práci, avšak oba ignorovali jeho prosby a varovali ho, že není dovoleno udržovat kontakt s podvyvinutým světem. Ronyx rezolutně vydal Claudovi rozkaz podat na můstku hlášení. Zde jeden z členů posádky Calnusu podával hlášení, že čtvrtá planeta soustavy (Expel), opustila svou dráhu a už za 80 minut se srazí s ohromnou Masou čiré energie (Energy mass) třídy 9. Taková srážka vyloučí více energie než supernova a Expel tedy spěje k zániku. Posádka Calnusu totiž po misi na Milokeenii dostala rozkaz sledovat tuto Masu čiré energie.
Šokovaný Claude žádal Ronyxe, aby mu dovolil vrátit se na Expel zachránit své přátele a zmínil, že za tím stojí Čarodějná koule. Ronyx mu to zakázal, ale Claude trval na tom, že se chce se svými přáteli, po jejichž boku celou dobu bojoval, alespoň rozloučit a připomněl mu jeho přátele a spolubojovníky z Roaku. Admirál Kenny vyměkl a Claudově žádosti vyhověl. Dal mu ale jen pět minut a během nich měl zajistit, aby se zpět na Calnus teleportoval sám. Ronyx uznal, že jeho syn dospěl.
Ostatní členové party mezitím na Reny žádost čekali v Elurijské věži na Clauda již dvě hodiny, pak se Claude teleportací vrátil. Rena mu vyčetla, že je opustil, aniž by bral ohled na ostatní. Claude se omluvil, že není čas na vysvětlování a musí z místnosti co nejdříve pryč. Odhodil svůj komunikátor a svému otci připravil nepříjemné překvapení. Ronyx tedy vydal rozkaz vyslat zásahovou jednotku, přestože do kolize zbývá 60 minut. Kurtzman ho informoval, že gravitační pole Masy čiré energie rozmetá Expel na prach mnohem dříve. Už nyní je navíc povrch Expelu bombardován kosmickou radiací nevyčíslitelné intenzity. Admirál Ronyx uznal, že jednal kvůli synovi neuváženě, a vrátil se zdrcen na můstek.
Claude s partou pokračoval ve výstupu na vrchol věže a střetli se opět s Cynnem, jehož tentokrát porazili a usmrtili. Na vrcholu nalezli svůj cíl: Čarodějnou kouli, jež chránilo silové pole. Do síně dorazilo deset osob, z nichž jeden se tázal, proč Rena vlastní kvadratický klíč, jehož jádro vyrobili a zkrystalizovali. Druhý vyslal na Renu smrtící paprsek, jenž místo ní zasáhl Clauda. Rena ho symbologií držela při životě, dle třetího je Rena nediánka. Čtvrtého zajímaly vzrušené reakce Reny a Clauda, který křičel, kdo jsou zač. Pátý usoudil, že Claude není z Expelu, ale pravděpodobně ze Země. Čtvrtý se ptal, co zde pozemšťan pohledává. Šestý identifikoval tetragenoty (pokud jsou v partě) a Celine žádala vědět, o čem to mluví. Rena žádala, aby jí Claude vysvětlil, co je to pozemšťan a co je to vesmír. Pátý řekl, že tomu sice stejně nebude rozumět, ale Claude pochází z jiného světa. Hvězdy na noční obloze tvoří domov pro mnoho živých světů jako Země a Expel, avšak Rena pochází z Nede, stejně jako oni, deset mužů.
Claude chtěl vědět, kdo jsou a zda zničili Elurii. Sedmý neviděl důvod vysvětlit mu jejich plány. Osmý přitakal, neboť dráha Expelu byla vychýlena pro náraz do Nede. Devátý se vysmál primitivním starostem Clauda, proč chtějí Expel zničit. Prozradil mu, že srážka jim umožní návrat k moci nad celou galaxií. Desátý prohlásil, že čas brzy vyprší. Vybrali si Expel, protože byl orbitě Nede nejblíže ze všech světů. Dle Pátého použili k vychýlení dráhy Expelu Kvadratickou sféru (Čarodějnou kouli) a k jejich štěstí se zde nacházel i Kvadratický klíč, který jim plány urychlil o stovky let. Čtvrtý Reně vysvětlil, že se jedná o opracovaný Kámen energie, krystalizovaný kámen symbologie, tedy její náhrdelník nebo ten z Hoffmanových ruin. Konstrukci znají pouze nediáni a slouží k uvolnění ohromného množství energie z Kvadratických sfér. Devátý prohlásil, že během sekundy zemřou. Claude prohlásil, že ne, pokud je všechny porazí v boji. Desátý mu připomněl, že i kdyby je porazil, osud Expelu je zpečetěn. Ostatní muži vyzvali Prvního, aby Claudovi splnili jeho přání zemřít. Třetí řekl, že bojovat bude on. Představil se jako Metatron, jeden z Deseti mudrců (Ten Wise Men).
Zápas s Metatronem skončil remízou a Expel zasáhlo globální zemětřesení. Desátý se s partou arogantně rozloučil, že se Expel dostal do blízkosti Nede tak, že je možné se teleportovat. Mezitím na Calnusu sledovali srážku Expelu, která roztrhala všechny kontinenty na kusy, s bílým diskem energie. Ronyx to sledoval z uctivé vzdálenosti se sebelítostí, že svého syna zradil, a ukázal záda miliardě obyvatel Expelu. Kurtzman se ho s dalšími oficíry snažili uklidnit, avšak Ronyx proklínal vědu, že je v takovýchto situacích zcela k ničemu.

### Energy Nede
Deset mudrců se dohadovalo, že Claude, Rena a další byli též teleportováni na Nede, třebaže na jiné místo. Znervózňovala je skutečnost, že se nediánka Rena dostala mimo Nede, přesto budou pokračovat dle plánu. Členové party se probudili uprostřed přenádherné přírody a mysleli si, že jsou po smrti na nebesích. Rena řekla, že jsou na Nede ve Vnějších zahradách. Renu postihly bolesti a ukázala cestu, protože ví, že musí tudy. Také zmizel veškerý její strach, protože cítí, jako by to zde odmala znala.
Claude navrhl porozhlédnout se kolem a Celine zajímalo, jak se daří ostatním na Expelu. Rena si byla jistá, že určitě dobře, avšak Claude posmutněl, že kolizi přece nikdo nemohl přežít, ale raději nic neříkal. Dorazili k pradávnému zařízení, jež promluvilo, aby vešli dovnitř. Byli teleportováni do budovy, kde se za dveřmi ocitli v kanceláři Nalla, starosty Centropole, hlavního města Nede. Nall jejich příchod očekával a prozradil, že byli na Nede přesunuti společně s Deseti mudrci, ale nejprve popsal chybu, kterou nediáni kdysi udělali, jež tvoří kaňku jejich dějin.
Ještě před 3,7 miliardami let byl Nede světem jako kterýkoliv jiný. Nyní se nazývá Energy Nede a je umělou planetou, obklopenou vysoce energetickým polem, které Ronyx nazýval Masou čiré energie. Před 3,7 miliardami let Expel ještě vůbec neexistoval a Nede byl vyspělý technologicky i symbologicky, a tak nediáni mohli ovládnout jakýkoliv svět, avšak zaměřili se na model ekonomické spolupráce, čímž vytvořili utopii. Přesto na Nede vznikli škůdci, Deset mudrců, kteří chtěli nastolit železnou vládu nad vesmírem. Deset mudrců nejprve chtěli dobýt Nede a vraždili všechny, kdo s nimi nesouhlasil. Nediánská armáda byla nejprve přemožena, přesto jejich řádění zastavila během rozhodující bitvy, jež trvala několik týdnů. Deset mudrců bylo poraženo a uvězněno v objektu "Věčný vesmír", ze kterého nemělo být úniku. Tehdy si nediáni uvědomili hrozivost jejich moci. Pokud by se někdy vrátili, vrátí se na Nede i válka. Dr. Lantis navrhl jako řešení moc nediánů zapečetit a zastavit jejich vývoj. Nede byl nediány zničen a veškeré obyvatelstvo se přestěhovalo na Energy Nede, kde bylo izolováno za vysoce energetickým polem od zbytku vesmíru.
Deseti mudrcům se nějakým způsobem povedlo uniknout z vězení a jejich cíl zůstává stejný. Vede je Gabriel s Luciferem, kterým pomáhá dalších osm, jejichž předákem je Michael. Více informací je v knihovní databázi. Renu zajímalo, zda si všimli jejich návratu, avšak starosta přiznal, že v momentě změny dráhy Expelu bylo nemožné provést protiopatření. Clauda zajímalo, proč je k sobě pozval. Starosta prozradil, že mají potenciál, který nediáni dávno ztratili, tedy uvěznit je v jiné dimenzi. K jejich porážce je zapotřebí druh moci, kterou parta disponuje. Starosta jim tedy zařídil volnost cestování po Energy Nede za pomocí symbologických létajících živočichů, psynardů. V Severním městě je psynardí farma a také dotyčná knihovna.
Při odchodu Nall požádal Renu, jež byla překvapena tím, že znal její jméno, na soukromý rozhovor. Potom Rena žádala, aby šli najít odpovědi na její otázky. Při privátní akci se Rena svěřila, že jejím domovským světem je skutečně Energy Nede. Obviňovala se, že nebýt jí, nic z toho na Expelu by se nestalo, protože je stejná jak Deset mudrců. Po příchodu do Severního města se dověděli, že Deset mudrců ovládlo severovýchodní město Phynal a zabarikádovali se tam. V knihovně nalezli informace, dále se dověděli o dějinách symbologie a o symbolu anihilace, jehož použití může vyvolat Velký křach, dále o symbologické laboratoři, obklopené energetickým štítem, kde prováděli experimenty se stabilizací antihmoty, jež byla před 700 miliony lety uzavřena kvůli havárii generátoru energie tvoření, jenž funguje na principu stvoření mini-velkých třesků k zisku ještě více energie než z Kvadratických sfér.
Několik členů party si všimlo, že je sleduje jedna nediánka. Na farmě psynardů jim vysvětlili, že zdejší psynardi jsou uměle stvoření létavci a je nutné do nich implantovat DNA budoucího majitele. Po implantaci Clauda genetického kódu se psynard splašil a poničil laboratoř. Parta ho tedy musela zabít. Příčinou byla odlišnost Clauda DNA od nediánské a celý proces nebyl kvůli izolaci Energy Nede nikdy předtím vyzkoušen na jiných plemenech. Ředitel farmy Artis navrhl jako řešení polapit a ochočit divokého psynarda bojem, kterým mu mají dokázat, že jsou hodni. Najdou ho v Ochranné zóně ohrožených druhů na severu.
Parta se po teleportaci ocitla v pracovně ošetřovatele Noela Chandlera, který sdělil, že divocí psynardi jsou vážně ohroženi vyhubením, neboť ví jen o jediném exempláři v Jeskyni krvavých křišťálů. Uvnitř Noel si k hrůze všiml nárůstu agrese zdejší fauny. Cestou spatřili opět nediánku, která je sledovala, pak zakopla a utekla pryč. Našli její ID kartu a pokračovali dále. V nejhlubších částech nalezli vážně zraněného psynarda, zoufale se bránícího útokům pavoučích démonů, jež parta zlikvidovala. Claude nechápal vážnost zranění psynarda a chtěl ho vyzvat na souboj, v čemž mu Noel zabránil. Rena psynardovi symbolem léčení zachránila život. Byla to samice, jež porodila několik mláďat. Noel nadšeně prohlásil, že tímto je druh zachráněný. Psynard se jim dobrovolně podvolil.
Parta se na jeho zádech vrátila do Centropole, kde je starosta Nall instruoval na další cestu. Musí získat veškerou moc Energy Nede, tedy navštívit Pole lásky, moudrosti, odvahy a síly, kde naleznou oltáře, z nichž získají potřebné orby. Postupně je navštívili a Rena s Claudem byli po zisku každého orbu vtaženi do svých minulostí, kdy např. Claude začal nenávidět svého otce za nedodržení slibu být s rodinou kvůli nové válce s Lezonií, aby si uvědomil, jak se věci ve skutečnosti měly. Na Poli lásky nastaly potíže, neboť tamního strážce orbu už dříve porazila Lavarre, služebnice Deseti mudrců. Lavarre zajala jednoho z členů party a vyhrožovala zabitím, pokud jí Claude nepředá čipovou kartu od Nalla, za pomocí které se sem dostali. Parta ji však přemohla a zabila.
Po návratu do Centropole Nall sdělil, že čas na konečný úder nadešel. Phynal obklopuje neproniknutelný štít a protože místní stihli vyřadit veškeré běžné možnosti transportu, zůstala jediná možnost. Na vojenské základně L'Aqua mají symbologickou bytost Heruš, jež je tam dopraví jako ponorka. Silový štít totiž zasahuje pouze sto metrů do moře a to není na všech místech v okolí ostrova mělké. Velitelka Mariana, starosta Nall, parta i nedská speciální vojenská jednotka se na Herušovi přepravili na místo.
Město Phynal se zdálo být zcela opuštěné. K bráně se za partou i za Marianinými vojáky teleportovali někteří z Deseti mudrců, Gabriel, Lucifer a Zafkiel. Gabriel se smál, že získal symbol anihilace. Představil jim novou zbraň, antihmotové dělo, a hodlal demonstrovat jeho sílu na Pangalaktické federaci, konkrétně na lodi Calnus, kterou mudrci ukázali na monitoru. Gabriel prohlásil, že nejlepší zbraně federace, protonová torpéda, nezmohou nic. Mudrci nastavili výkon na 10 %, avšak Calnus výstřel k jejich překvapení odrazil. Ronyx J. Kenny nařídil opětovat palbu, avšak zbraně Calnusu skutečně byly neúčinné. Další výstřel děla měl sílu 30 % a Calnus téměř přišel o štíty. Následující výstřel Calnus zcela zničil a zabil veškerý personál na palubě, včetně Ronyxe.
Claude byl ze smrti otce rozzuřený a hodlal Deset mudrců pozabíjet stůj co stůj. Postavil se mu Zafkiel, který ho hladce porazil. Roboti se postarali o vojáky a Mariana nařídila stáhnout se. Sama se obětovala, aby parta a starosta Nall získali čas. Stáhli se až do Centropole, kde Nall vysvětlil, že symbolem anihilace zničí celý vesmír výrobou nekonečného množství hmoty. Celine se ho zeptala, zda je možné nějak kontaktovat kohokoliv na Expelu, avšak Nall mlčel, Claude, Opera a Ernest smutně hleděli do země. Odhodlal se říct pravdu. Expel byl zničen při kolizi s energetickou bariérou Energy Nede, ale ještě je poslední naděje. S pomocí energie všech měst Energy Nede mohou přivést Expel zpět do tohoto časoprostorového kontinua. Bez města Phynal toho nebude možné docílit a k porážce Deseti mudrců potřebují daleko mocnější zbraně, a tak Nall nařídil letět do města Armlock.
Zde otevřel zapečetěné dveře, jež vedly k teleportu do zničené laboratoře pro vývoj symbologických zbraní, na Energy Nede zakázaných, a o které Deset mudrců neví. Rena dostala pocit, jako by to tam znala. Budova byla rozpadlá ruina a uvnitř zbyl jediný funkční terminál, kde si prohlédli poslední záznam. Před 700 miliony lety došlo k nehodě a zapnuli autodestrukci. Ředitelkou zde byla dr. Rhima, matka Reny. Rena se na záznamu uviděla také a exploze měla být tak silná, že ji nikdo neměl přežít ani v krytu. Sotva dvouletou Renu nechala Rhima umístit do časoprostorového zařízení, přestože nebylo na živých tvorech vyzkoušené, aby se zachránila aspoň ona. Risk vyšel, neboť se Rena ocitla na Expelu, 700 milionů let v budoucnosti. Rena se tímto dověděla všechny okolnosti jejího nálezu adoptivní matkou v Posvátném lese u Arlie, a proč na Expelu nikdo jiný neznal léčivou symbologii. Rena se Claudovi vyznala, že lesy obklopující zničenou laboratoř vypadají podobně jako Posvátný les, proto ji to tam vždy tolik přitahovalo.
V dílně dr. Miráž v Armlocku si prohlédli technické výkresy zbraní z laboratoře, kterými Deset mudrců porazí, avšak potřebovali minerál LEA a také výjimku ze zákona, neboť šlo o zakázanou zbraň. Minerál parta sehnala v nedaleké jeskyni Minea. Miráž se pak pustila do práce a poslala partu do nedalekého Zábavního města, konkrétně do kolosea, aby trénovali boj proti Deseti mudrcům na simulátoru.
Za tři dny jim Miráž předala meč a zápěstní zbraně, vyrobené ze stabilizované antihmoty. Členové party se rozhodli jít za Nallem pro další instrukce, ale napřed si dají poslední trénink, aby zbraně otestovali. Trénink narušili tři z Deseti mudrců, Metatron, Jofiel a Zafkiel, kteří věděli o jejich plánech, a tak jim chtěli ušetřit cestu. Zatímco parta porazila Zafkiela, Metatron pátral po Miráž a Jofiel se šel pobavit a zabíjel laserovými zbraněmi návštěvníky, hlavně děti. Parta zlikvidovala i Jofiela a šla hledat Metatrona.
Ten si doletěl pro Miráž do Armlocku, kde ho parta vyrušila v momentě, kdy s ní vyrazil dveře jejího vlastního domu. Metatron nařkl Clauda z pokrytectví kvůli smrti tolika bytostí během jeho putování po Expelu i zde na Energy Nede, avšak Claud mu vmetl, že to byla všechno monstra, která oni, Deset mudrců, vytvořili. Metatrona porazili, ačkoliv ho chránil silný energetický štít, pak Rena symbologií vyléčila Miráž. Nallův poslíček je informoval, že se mají okamžitě hlásit na základně L'Aqua, vše je prý připraveno k závěrečné bitvě. Nall je varoval, že Jofiel, Zafkiel a Metatron byli tři nejníže postavení z Deseti mudrců.
Druhý výsadek do Phynalu se konal až následující den, a tak večer strávila Rena s Claudem na pláži. Navzájem si poděkovali, že jeden druhému umožnili dojít tak daleko, a Claude Renu vyzval, aby se vrátili na Expel živí a spolu, protože jí tam musí něco důležitého říct. Ernest a Precis se bavili o vědě a dostali nápad, jak odstranit záření z Kamenů energie na Expelu, jež proměnilo lidi a zvířata v monstra. U Heruše předal Nall Reně symbol božství, který poslouží k neutralizaci symbolu anihilace, pokud by ho nepřítel použil. Symbol božství jeho účinek přesměruje jinam, a tak bude vesmír ochráněn. Miráž vysvětlila, že s porážkou Deseti mudrců se štít kolem Phynalu snad rozplyne a budou moci časovým přesunem obnovit Expel z doby těsně před srážkou, přestože se budou muset potýkat s problémy typu časový paradox. Tentokrát do Phynalu parta odcestovala sama.
Za branami Phynalu je přivítala další trojice z Deseti mudrců: Cadkiel, Rafael a Chamuel. Cadkiel je počastoval poznámkami, zda již sepsali své poslední vůle, pak byl ale partou poražen stejně jako další dva. Před smrtí se divili jejich síle, o které nikdy předtím nic neslyšeli. Parta se ve hlavní věži dostala do pátého patra, kam se teleportovali další dva z Deseti mudrců: Haniel a Michael, kteří uznali jejich sílu porážkou předešlých šesti, přesto je nazvali červy. Oba byli poraženi, ačkoliv bitva s nimi byla pro partu velice obtížná kvůli plošným a kamenujícím útokům.
V sedmém patře narazili na druhého nejmocnějšího z Deseti mudrců, na Lucifera. Ten se radoval, že plán fungoval, když na partu poslal zbytek jen po jednom až tří, a nyní už je naživu jen on a Gabriel, kterého až zabije, ovládne vesmír sám. Samolibě partě navrhl odměnu, zda bohatství či moc, ale dle jejich charakterů jim za odměnu bude nejvíce slušet smrt. I přes smršť plošných kouzel nakonec i on proti partě padl a litoval, že vesmíru vládnout nebude.
Na samém vrcholu věže čekal Gabriel u velké Kvadratické sféry, kterou hodlal použít společně se symbolem anihilace ke zničení vesmíru. Clauda a Renu informoval, že ostatních devět nepotřebuje a těší ho jejich smrt. Co dále řekne, záleží na splnění určitých privátních akcí s jistou Philiou, jeho dcerou (v přístavu Kurik, který byl zničen zemětřesením je nutné vést privátní akci předtím, než parta podruhé osloví kapitána lodi k převozu na Ell, pak se Philia objeví na náměstí a varuje obyvatele před blížící se katastrofou; další privátní akce se odehrává v Centropoli, kam se Philia dostane, jež je možné spustit těsně před závěrečnou bitvou, pokud se tam parta vrátí z Phynalu. Po této privátní akci Philia zemře a Gabrielův omezovač moci odejde i s ní). Pokud hráč nesplní tyto privátní akce, hovoří Gabriel pouze o touze zničit vesmír. Pokud splní, pak se hráč postupně dovídá Gabrielovo skutečné jméno, dr. Lantis, který stvořil Deset mudrců jako nezničitelné biologické zbraně k účelu utužení železné vlády nad koloniemi Nede před čtyřmi miliardami let, jež se začaly proti nedské nadvládě bouřit. Nejednalo se tedy o žádnou utopii, jak říkali nediáni. Rebelové spáchali teroristický útok, kterým připravili o život Philiu, dceru dr. Lantise, jejíž smrt nedská vláda zamlčela, avšak dr. Lantis se dověděl pravdu díky Cadkielovi, Rafaelovi a Chamuelovi. Smutek a zlost přivedl dr. Lantis k šílenství a přeprogramoval Deset mudrců z "tyransky vládnout" na "zničit vesmír," který považoval za nedokonalý a prohnilý. Stvořil další umělou bytost s názvem Philia, v které se pokusil vzkřísit její osobnost, v čemž uspěl co do vzhledu i charakteru. Z neznámého důvodu zařídil, aby tato nová Philia zároveň sloužila jako omezovač moci, kterou on sám brzy poté nabyl. Deset mudrců nebylo schopno úkol zničit vesmír splnit, a tak dr. Lantis spáchal sebevraždu. Ještě před smrtí přeprogramoval Gabriela, posledního z Deseti mudrců, aby se stal nositelem jeho osobnosti a poslední možností ke zničení vesmíru. Původně být velitelem Deseti mudrců vůbec neměl, avšak tehdy se jím stal. Deset mudrců bylo poté obklíčeno a uvrženo do vězení "Věčný vesmír", kde byl zastaven čas. Avšak Gabriel/Lantis byl prozíravý a učinil opatření, aby byli z tohoto vězení v daleké budoucnosti unikli a mohli splnit jeho plán na zničení vesmíru později. Gabriel pak spolu s ostatními odcestoval na Kvadratické sféře na nejbližší svět od Energy Nedu, na Expel. Kvadratickou sféru použili k vychýlení Expelu z dráhy, aby se s Energy Nede srazil, ale jako vedlejší efekt bylo uvolněno temné záření, jež proměnilo mnoho obyvatel a zvířat v monstra. Přítomnost Reny na Expelu, respektive jejího Kvadratického klíče, jeho stovky let dlouhý plán urychlil na pár měsíců.
V bitvě pak je Gabriel velmi tvrdým soupeřem a je obtížné ho omráčit. Pokud proběhly privátní akce s Philiou, je jeho omezovač vypnut a je ještě nebezpečnější. Jakmile je poražen, vysměje se, že symbol anihilace bude přesto spuštěn, neboť nastavil jeho aktivaci při jeho smrti. Svůj plán završí živý i mrtvý, neboť je to jeho celoživotní dílo. Na místo dorazili Nall s Miráž. Rena umístila symbol božství přes symbol anihilace, zatímco umírající Gabriel křičel "Ne!" Spojené symboly vyvolaly silné zemětřesení a Miráž připomněla, že symbol božství zničení vesmíru přesměruje na něco jiného a ve vesmíru existuje pouze jediný objekt, který zvládne sílu symbolu anihilace pohltit: Energy Nede samotný. Nediáni se totiž rozhodli hromadně obětovat pro zbytek vesmíru. Miráž slíbila, že zbylou energii využijí k obnově Expelu a k teleportaci party co nejdál. Smrt všech nediánů bude trestem za nejhorší hřích celého jejich plemene, a to právě stvoření symbolu anihilace. Dle Nalla beztak Nede existuje déle, než by mělo, a jejich konec jednou přijít musel. Claude se rozčílil, že kdyby věděl, co hodlají udělat, sám by zde jednal jinak. Miráž oponovala, že kdyby věděl od začátku pravdu, nejednal by, jak bylo potřeba. Nall proto dříve žádal Čisato, aby jim tuto informaci za žádných okolností nevyzradila, ta se partě nyní omluvila. Clauda napadlo transportovat na Expel kromě nich i ostatní nediány, avšak dle Nalla nemají dostatek energie k transportu stovek milionů osob na Expel v tak krátkém čase, kromě toho se nediáni rozhodli zemřít spolu se svým umělým světem. Ve skutečnosti si uvědomili, že když se jejich společnost přestala vyvíjet, ztratili veškerá práva na existenci. Jedinými nediány, kteří přežijí, budou Rena, Čisato a Noel (jsou-li v partě). Přišlo rozloučení navždy s tím, aby nezapomněli, za co nediáni bojovali.
Krátce nato se uvolnila ničivá energie symbolu anihilace, nasměrovaná symbolem božství pouze na Energy Nede. Obří energetická kopule se rozpadla, poté byla zničena obří silovou vlnou veškerá města a obce a rozplynul se i energetický štít. Energy Nede byl zcela pohlcen anihilací. Claude, Rena i ostatní z party se ocitli ve zvláštních bublinách, v nichž se přesouvali vesmírem, a stali se svědky návratu Expelu na místo zmizelého Energy Nede a zamířili na jeho povrch.

### Závěr
Dle hráčova výběru postav a jak moc se jim během privátních akcí věnoval, se aktivují různá zakončení hry, jejichž výčet by byl příliš dlouhý (je jich kolem 100). Příběhově mají význam tyto skutečnosti vyplývající z některých z nich, které se odehrávají mezi léty 366 a 371 S.D.:
- Po návratu na Expel Claude žádal Renu, aby se přestěhovala s ním na Zemi. Leonovi a Precis nabídl možnost studovat na Zemi pokročilejší vědy a podílet se na výzkumu symbologie. Claude absolvoval vojenskou akademii a díky svým činům na Expelu a Energy Nede překročil stín svého zesnulého otce.
- Rena nejprve odmítala Expel opustit, nechtěla tam nechat Westu samotnou, avšak ta ji přesvědčila, aby s Claudem odešla. Rena na Zemi absolvovala v rychlém čase (zřejmě díky symbologii) zdravotnickou školu, kam by správně měla chodit čtyři roky, a má za cíl stát se armádní doktorkou.
- Precis nabídku přijala, ale na Zemi si zvykala na nový život hůře. Jakmile potíže překonala a pochopila pokročilé pozemské technologie, upravila Robbieho a zkonstruovala svou vlastní vesmírnou loď, první expelskou. Za své zásluhy získala titul Ph.D. a Ecclesiovu cenu, nejprestižnější vědecké ocenění v Pangalaktické federaci. Claude poznamenal, že jen díky ní byl Expel v roce 371 S.D. přijat do Pangalaktické federace i přes zaostalost většiny obyvatel.
- Leon též nabídku přijal a studoval pokročilou symbologie na Zemi, kde vyčníval nad svými spolužáky i kolegy. Leon bydlel u Clauda doma a starala se o něj Ilja Kennyová, Clauda ovdovělá matka. Leon udržoval písemný kontakt se svými rodiči, ale odmítal se na Expel vrátit, než završí své plány.
- Celine se provdala za nového krosského krále Clauzera, avšak má potíže s dodržováním dvorské etikety a často se snaží z hradu utíkat za dobrodružstvím, ale v cestě jí stojí královský dvůr. Mají obavy o její život. Jediný král chápal její potřeby zkoumat staré ruiny, hledat poklady a pomáhat lidem, avšak žádal, aby se vracela na hrad plnit své královské povinnosti.
- Ashton navštěvoval Eleonor v Harley, které zachránil život před smrtelnou chorobou nalezením vzácné léčivé byliny. Oba se do sebe zakoukali a ona mu poděkovala za záchranu života.
- Opera a Ernest se vrátili na Tetragenesis a vyrazili společně na další dobrodružství po neprobádaných podvyvinutých světech do tamních ruin.
- Bowman se vrátil za svou manželkou Ninay do Lingy na Expelu, aby v univerzitním městě přispěl k pokroku. Zastavil se u něj Keith, který po několika letech dokončil překlad knihy, kterou mu předali Claude a Rena. V ní se psaly legendy o utopickém světě Nede.
- Dias se coby osamělý šermíř potloukal po Expelu a nabízel své služby jako námezdní žoldnéř. Čas od času v Arlii navštěvoval hrob svých rodičů a sestry Cecílie.
- Čisato a Noel se ocitli jako jedni z posledních nediánů na Expelu. Noel se těžko smiřoval se ztrátou domova a žil v prostém srubu uprostřed lesa, než si uvědomil, že mu bude tento svět perfektně vyhovovat, a začal se starat o zvířata, která jsou pro něj vším. Uvědomil si, že Energy Nede byl umírající svět bez naděje na další rozvoj a růst. S Čisato snad utvořili pár, avšak i ona měla problémy přizpůsobit se prostému životu na Expelu, zvláště kvůli nemožnosti působit v masmédiích. Proto se rozhodla, že první takové na Expelu založí. Kvůli tomu procestovala mnoho zapadlých míst Expelu, kde se i procvičila v boji.
- Rena společně s Čisato sepsala podrobné dějiny nedianů, aby na jejich skutky nebylo zapomenuto, a že jejich obětování nebylo marné, i když si byla jistá, že to stejně nikdo číst nebude.
- Welč odešla do Posvátného lesa a povídala si sama se sebou, že na Expelu byla legrace, a přemýšlela, který svět navštíví příště. Tím naznačovala schopnost přemisťovat se v čase a prostoru. Nakonec opustila rok 366 S.D.
- V roce 367 S.D. došlo vlivem záření, které zůstalo po Deseti mudrců a jejich Kvadratické sféře, k mutaci modrých delfínů, kteří se vyvinuli v myslící tvory schopné žít v moři i na souši. V Ellu ale bylo kvůli značnému množství monster pořád nebezpečno.
- Pokud hráč splní určité požadavky při plnění nepovinného úkolu sepisování (jedna z dovedností), dojde ke schůzce Clauda, Reny a všech ostatních členů party v Arlii na Expelu, kde se Rena s ostatními omlouvá za zpoždění, pak jdou za ní domů, kde vyrůstala.

## Vývoj hry
Vývojáři prvního dílu Star Ocean začali uvažovat o pokračování během dokončování prací a ihned po vydání se pustili do projektu druhého dílu, jehož vývoj trval přibližně dva a půl roku. Tentokrát bylo rozhodnuto, že hra bude vydána na přicházející konzoli PlayStation, která má mnohem více grafických a paměťových prostředků než SNES, tedy mohli hru vykreslit detailněji, však za cenu prodloužení doby vývoje. Došlo též k rozšíření možností tvorby předmětů a také k větší rozmanitosti privátních akcí a navržení velkého množství ukončení děje, které bylo velice náročné testovat.
Dle ohlasů od veřejnosti, která si stěžovala na příliš slabé bossy v prvním díle, byly pro Star Ocean: The Second Story navrženy daleko náročnější bitvy se závěrečnými padouchy. Na rozdíl od prvního dílu byl pro tento díl připraven oficiální anglický překlad pro trhy mimo Japonsko. Hra vyšla na dvou CD.

### Star Ocean: Second Evolution
Star Ocean: Second Evolution je předělávka původní verze hry pro konzoli PlayStation, kterou vyvíjela pro konzoli PlayStation Portable společnost Tose. První informace o předělávce hře byly spolu s předělávkou prvního dílu představeny na akci "Star Ocean Special Stage" během výroční oslavy společnosti Square Enix v roce 2007 a producent série Jošinori Jamagiši uvedl, že usiluje, aby měl hráč z obou předělávek pocit, že se jedná o úplně nové hry.
V Japonsku byla předělávka vydána 2. dubna 2008 a pro severoamerický a evropský trh byla k dostání až o rok později 19. ledna respektive 13. února 2009. Anglický překlad zařídila společnost Nanica, Inc. spolu s agenturou dabérů Epcar Entertainment, Inc. Second Departure využívá drobně pozměněný herní engine z původního Star Ocean: The Second Story. Hra tedy obsahuje předrenderované pozadí, na němž je vyobrazeno herní prostředí. Bitvy se odehrávají v 3D prostoru a jednotlivé animace postav v ní jsou ručně kresleny. Pro tvorbu animovaných videí a propagačních materiálů byla najata společnost Production I.G. Do hry byla přidána jedna nová hratelná postava: Welč Vínyardová. Ke hře byl pořízen zcela nový dabing a byly namluveny i mnohé dialogy, včetně několika vedlejších postav, které ve verzi pro PlayStation nadabovány nebyly.
Exkluzivně pro japonský trh byla vydána limitovaná edice doplňků Second Evolution pro PSP společně se hrou.
Co se týče změn v příběhu, došlo vlivem přidání jedné hratelné postavy ke zvýšení počtu privátních akcí a k nárůstu počtu ukončení děje zhruba na 100 různých variant. Ve všech ostatních záležitostech mimo vylepšení grafiky a ozvučení zůstala hra stejná jako původní PlayStation verze.

## Hudba
Žánrově různorodou hudbu ke hře složil stejně jako v prvním díle japonský skladatel herní hudby Motoi Sakuraba. Tu vydal 18. listopadu 1998 jako dvojdílné album Star Ocean: The Second Story Original Soundtrack ve spolupráci se společností First Smile Entertainment, které obsahuje 87 skladeb. Dříve toho roku vydal Sakuraba ve spolupráci s tímtéž vydavatelem kompilaci Star Ocean: The Second Story Arrange Album, kde bylo přepracováno deset písní do orchestrální verze. Toto druhé album následně přepracoval umělec Jošihiro Ike, jenž ho 18. října 2000 vydal pod jménem Star Ocean: The Second Story Fantasy MegaMix.
Pro Second Evolution byla hudba kompletně přepracována a zkvalitněna. Byla vydána dvě nová alba. První, Star Ocean: Second Evolution OST, vyšlo jako třídílné (2 CD + 1 DVD) 2. května 2008. Na tomto albu přibyla úvodní píseň Start od japonské dívčí hudební skupiny Scandal. 21. května 2008 vyšla kompilace Star Ocean: Second Evolution Arrange Album, jež obsahuje deset přepracovaných písní.

## Adaptace do mangy a anime seriálu
Na základě příběhu této hry vyšla celkem sedmidílná série mangy, kterou napsala a ilustrovala Majumi Azumová. Manga sleduje příběh z pohledu Clauda C. Kennyho, mladého podporučíka Pangalaktické federace, který se ocitl na světě Expel. Zde pozná Renu Lanfordovou ze vsi Arlie, která ho označí za legendárního válečníka z pověstí, který zachrání jejich svět před záhubou. Vydavatelem mangy byla společnost Šónen Gangan a premiéru si odbyla 22. června 1999. Poslední díl vyšel 21. prosince 2001, aniž by byl příběh řádně ukončen.
Studio Deen následně tuto mangu adaptovalo do anime seriálu o 26 dílech Star Ocean EX, jež vysílala TV Tokyo od 3. dubna do 25. září 2001. Seriál byl následně vydán na DVD společností Geneon Entertainment. Seriál též končí uprostřed děje.
Příběh mangy i anime byl proto dokončen pouze ve formě pětice drama CD pouze pro japonský trh, kde byli využiti titíž dabéři jako v anime.